# Република Дахомей
Република Дахомей (френски: République du Dahomey) е официалното название на Бенин в периода 1958 – 1975.

## История
Създадена е на 11 декември 1958 г., като самоуправляваща се колония в рамките на Френската общност. Преди да постигне автономия, тя е част от земите Френски Дахомей. На 1 август 1960 г., получава пълна независимост от Франция.
През 1975 г. страната бива преименувана на Бенин на залив Бенин. Името „Бенин“ за разлика от „Дахомей“, се счита за политически неутрално за всички етнически групи в страната.
| Портал | Портал „Африка“ съдържа още много статии, свързани с Африка. Можете да се включите към Уикипроект „Африка“. |